# 1920 en cyclisme
| Années du cyclisme : 1917 - 1918 - 1919 - 1920 - 1921 - 1922 - 1923    |
| Décennies du cyclisme : 1890 - 1900 - 1910 - 1920 - 1930 - 1940 - 1950 |

Les faits marquants de l'année 1920 en cyclisme.

## Par mois

### Mars
- 21 mars : le Tour des Flandres est remporté par le belge Jules Van Hevel.
- 25 mars : 1re manche du championnat d'Italie sur route, l'Italien Gaetano Belloni gagne le Milan-San Remo pour la deuxième fois.

### Avril
- 4 avril : le Belge Paul Deman remporte Paris-Roubaix.
- 27 avril : 2e manche du championnat d'Italie sur route, comme l'an dernier l'Italien Costante Girardengo gagne Milan-Turin. C'est sa quatrième victoire en tout dans cette épreuve.

### Mai
- 2 mai : le Français Eugene Christophe gagne Paris-Tours.
- 5 mai : le Suisse Henri Suter gagne le Championnat de Zurich pour la deuxième fois d'affilée.
- 9 mai : le Français Jean Alavoine redevient champion de France sur route 11 ans après son premier titre.
- 9 mai : 3e manche du championnat d'Italie sur route, l'Italien Costante Girardengo gagne le Tour du Piémont pour la deuxième année d'affilée. L'épreuve ne sera pas disputée en 1921 et reprendra en 1922.
- 16 mai : l'Italien Mario Giorgranni gagne la première édition du Tour de Reggio-Calabre.
- 17 mai : le Français Eugene Christophe gagne Bordeaux-Paris.
- 23 mai : départ du huitième Tour d'Italie.
- 30 mai : le Belge Louis Mottiat gagne le Tour de Belgique pour la deuxième fois.

### Juin
- 6 juin : l'Italien Gaetano Belloni gagne le Tour d'Italie.
- 6 juin : le Belge Léon Scieur gagne Liège-Bastogne-Liège .
- 6 juin : l'Espagnol Enrique Pimoulier gagne la première édition de la Vuelta a los puertos. L'épreuve ne reprendra qu'en 1923.
- 6 juin : le Néerlandais Frits Wiersma conserve son titre de champion des Pays-Bas sur route.
- 13 juin : le Français Henri Pélissier gagne Paris-Bruxelles.
- 20 juin : l'Italien Raimondo Rosa gagne les Trois vallées varésines.
- 20 juin : le Suisse Henri Suter devient champion de Suisse sur route.
- 20 juin : le Belge Jules Van Hevel devient champion de Belgique sur route.
- 27 juin : départ du Tour de France. Le Belge Louis Mottiat gagne la 1re étape Paris-Le Havre et prend le maillot jaune, en sortant vainqueur d'un sprint à 5, au cours duquel ses compatriotes Jean Rossius et Philippe Thys prennent la  2e et 3e place. Le sort frappe d'entrée le Français Jean Alavoine qui, après un nombre de crevaisons record, est à court de boyaux de rechange. Il ne peut pas terminer l'étape et est contraint à l'abandon.
- 29 juin : le Belge Philippe Thys gagne la 2e étape Le Havre-Cherbourg et prend la tête du classement général. Il s'impose au sprint devant les Français Félix Goethals 2e et René Chassot 3e. Au classement général, les Belges Thys, Jean Rossius et Louis Mottiat ont exactement le même temps, c'est donc aux points qu'ils sont classés provisoirement sur le podium.

### Juillet
- 1er juillet : le Français Henri Pélissier gagne la 3e étape du Tour de France Cherbourg-Brest au sprint devant le Belge Emile Masson 2e, le Français Eugène Christophe 3e, le Belge Philippe Thys 4e et tout le peloton des favoris. Au classement général, c'est toujours dans le même temps et départagés aux points que l'on classe 1er Thys, 2e son compatriote Jean Rossius, 3e le Français Félix Goethals.
- 3 juillet : le Français Henri Pélissier gagne la 4e étape du Tour de France Brest-Les Sables d'Olonne dans un sprint à 7. Le Belge Philippe Thys termine 2e et le Français Romain Bellenger 3e. Au classement général, Thys reste leader devant son compatriote Emile Masson dans le même temps mais en le devançant aux points, le Français Eugène Christophe est 3e à 16 minutes 56 secondes.
- 5 juillet : le Belge Firmin Lambot gagne la 5e étape du Tour de France Les Sables d'Olonne-Bayonne. Il s'impose au sprint devant les Belges Philippe Thys 2e, et Jean Rossius puis tout le peloton des favoris. Pas de changement au classement général si ce n'est l'abandon du Français Henri Pélissier qui pourtant aurait pu s'il l'avait voulu continuer.
- 7 juillet : le Belge Firmin Lambot gagne la 6e étape du Tour de France Bayonne-Luchon qui emprunte les cols d'Aubisque, du Tourmalet, d'Aspin et de Peyresourde. Le Belge Philippe Thys est 2e à 2 minutes 51 secondes, le Belge Hector Heusghem est 3e à 13 minutes 49 secondes, le Belge Emile Masson est 4e à 55 minutes 5 secondes. Le Tour est perdu pour le Français Eugène Christophe qui perclus de douleurs aux reins termine l'étape 12e à 1 heure 59 minutes. Au classement général, Thys creuse l'écart devant Hector Heusghem 2e à 28 minutes 14 secondes et Emile Masson 3e à 52 minutes 34 secondes.
- 9 juillet : le Belge Jean Rossius gagne la 7e étape du Tour de France Luchon-Perpignan qui emprunte les cols de Portet d'Aspet, de Port et du Puymorens. Il l'emporte au sprint sur ses 4 compatriotes et compagnons d'échappé, Philippe Thys 2e, Léon Scieur 3e, Firmin Lambot 4e, Hector Heusghem 5e. Le Belge Emile Masson arrive 8e à 36 minutes 34 secondes et perd sa place sur le podium. Suivants les conseils de Henri Desgranges, le directeur du Tour, le Français Eugène Christophe abandonne la mort dans l'âme, à cause de ses douleurs aux reins. Au classement général : 1er Thys, 2e Heusghem à 28 minutes 14 secondes, 3e Firmin Lambot à 1 heure 20 minutes.
- 11 juillet : le Belge Louis Heusghem le Frère de Hector gagne en solitaire la 8e étape du Tour de France Perpignan-Aix en Provence. 8 minutes 3 secondes après lui le Belge Philippe Thys prend la 2e place en battant au sprint son compatriote Hector Heusghem et tout le peloton des favoris. Pas de changement en tête du classement général.
- 13 juillet : le Belge Philippe Thys gagne en solitaire la 9e étape du Tour de France Aix en Provence-Nice, qui après un 1er passage à Nice emprunte les cols de Braus, de Castillon, et la Turbie (la boucle de Sospel). Le Belge Joseph Van Daele est 2e à 5 minutes 16 secondes, le Belge Léon Scieur est 3e à 11 minutes 26 secondes, le Belge Firmin Lambot est 4e à 17 minutes 4 secondes et le Belge Hector Heusghem est 5e à 31 minutes 41 secondes. La domination de Thys devient de plus en plus évidente, au classement général, il devance Heusghem 2e de 59 minutes 55 secondes et Firmin Lambot 3e de 1 heure 37 minutes.
- 14 juillet : première édition du Grand Prix d'Antibes première version, le Français Etienne Sassi l'emporte.
- 15 juillet : le Belge Hector Heusghem gagne la 10e étape du Tour de France Nice-Grenoble qui emprunte les cols d'Allos et Bayard. Il bat au sprint ses compatriotes et compagnons d'échappé, Jean Rossius 2e, Philippe Thys 3e et Firmin Lambot 4e. Pas de changement donc en tête du classement général.
- 17 juillet : le Belge Léon Scieur gagne la 11e étape du Tour de France Grenoble-Gex qui emprunte les cols du Galibier, du Télégraphe et des Aravis. Il s'impose au sprint devant les Belges Firmin Lambot 2e, Hector Heusghem 3e, et Louis Heusghem 4e, ses compagnons d'échappé. Le Belge Philippe Thys perd un peu de temps en terminant 5e à 2 minutes 34 secondes. Ce qui donne au classement général : 1er Thys, 2e Hector Heusghem à 57 minutes 21 secondes, 3e Lambot à 1 heure 34 minutes.
- 19 juillet : le Belge Philippe Thys gagne la 12e étape du Tour de France Gex-Strasbourg qui emprunte le col de la Faucille. Il devance au sprint ses compatriotes Jean Rossius, Firmin Lambot et tout le peloton des favoris. En conséquence, pas de changement en tête du classement général.
- 21 juillet : le Belge Philippe Thys gagne la 13e étape du Tour de France Strasbourg-Metz. Comme la veille il devance au sprint le peloton des favoris, le Belge Jean Rossius prenant la 2e place et le Français Félix Goethals prenant la 3e place. Pas de changement au classement général.
- 23 juillet : le Français Félix Goethals gagne la 14e étape du Tour de France Metz-Dunkerque en remportant un sprint à 7, le Belge Philippe Thys étant 2e, le Belge Jean Rossius étant 3e. Pas de changement en tête du classement général.
- 25 juillet : le Belge Jean Rossius gagne la 15e étape du Tour de France Dunkerque-Paris en s'imposant au sprint devant ses 6 compagnons d'échappé, le Belge Philippe Thys est 2e et le Belge Hector Heusghem est 3e. Le Belge Firmin Lambot arrive 9e de l'étape à 5 minutes 5 secondes. Le Belge Philippe Thys remporte le Tour de France pour la troisième fois, (il établit un record qui ne sera égalé qu'en 1955 par le Français Louison Bobet et dépassé qu'en 1963 par le Français Jacques Anquetil). Il a dominé l'épreuve de la tête et des épaules, c'est la plus aboutie de ses trois victoires, sa plus mauvaise place dans une étape est 5e. Avec un peu de chance, il pouvait être le premier coureur à porter le maillot jaune de la première à la dernière étape. Ses compatriotes Hector Heusghem et Firmin Lambot terminent second et troisième, dans l'ordre à 57 minutes 21 secondes et 1 heure 39 minutes. Il est à noter que le Français Honoré Barthélémy finit le Tour 8e à 5 heures 35 minutes, mais une clavicule cassée depuis quelques étapes après une chute dans le col du Galibier. Cela lui vaut d'être porté en triomphe par la foule.
- 27 juillet : le Belge Victor Lenaers gagne le Grand Prix de l'Escaut.

### Août
- 6 au 8 août : championnats du monde de cyclisme sur piste à Anvers. L'Australien Robert Spears est champion du monde de vitesse professionnelle. Le Néerlandais Maurice Peeters est champion du monde de vitesse amateur.
- 9 et 10 août : épreuves de cyclisme des Jeux olympiques à Anvers.
- 20 août : 4e manche du championnat d'Italie sur route, l'Italien Giovanni Brunero gagne le Tour d'Émilie.
- 27 août : le Belge Victor Lenaers gagne le Tour du Limbourg. L'épreuve ne reprendra qu'en 1929.

### Septembre
- 16 septembre : le Belge Jules Van Evel gagne le Championnat des Flandres pour la deuxième année d'affilée.
- 17 septembre : l'Italien Giovanni Tragella gagne le Trophée Bernocchi.
- 20 septembre : 5e manche du championnat d'Italie sur route, l'Italien Angelo Marchi gagne Rome-Naples-Rome.
- 26 septembre : l'Allemand Paul Koch devient champion d'Allemagne sur route.
- 25 au 27 septembre : le Français José Pelletier remporte le Tour de Catalogne. Ensuite l'épreuve ne reprendra qu'en 1923.

### Octobre
24 octobre : 6e manche du championnat d'Italie sur route, l'Italien Costante Girardengo gagne Milan-Modène pour la deuxième année d'affilée.
30 octobre : l'Espagnol Miguel Bover devient champion d'Espagne sur route.

### Novembre
- 9 novembre : 7e manche du championnat d'Italie sur route, le Français Henri Pélissier gagne le Tour de Lombardie pour la troisième fois, il restera recordman de victoire sur cette épreuve jusqu'à ce que l'Italien Fausto Coppi lui ravisse ce titre en 1949. À l'issue de la course, l'Italien Costante Girardengo conserve son titre de champion d'Italie sur route. C'est son quatrième titre.